# Marie Darrieussecq
Marie Darrieussecq (Baiona, Pirineus Atlàntics, França, 3 de gener de 1969) és una escriptora francesa.
El 1996 va tindre un gran èxit a França amb la seua primera novel·la Truismes, fet que li va fer ser finalista del Premi Goncourt d'eixe any. Amb aquesta novel·la va vendre més d'un milió d'exemplars arreu del món, i va ser traduïda a més de 30 llengües. Totes les seues obres són protagonitzades per dones, i a França han estat publicades per la mateixa editorial.
Des de 2007 és padrina de l'associació francesa Bibliothèques sans frontières. Durant la campanya presidencial francesa de 2007 va donar el seu suport públic a Ségolène Royal.
El 2013 va rebre el Premi Médicis per la seva novel·la Il faut beaucoup aimer les hommes.